# R13 (Republica Moldova)
R13 este o șosea în partea central-estică a Republicii Moldova, cu o lungime de 52 km. Având un statut de drum republican, acesta leagă municipiul Bălți de orașul Rîbnița. Traversează orașul Florești, este întreruptă de magistrala M2, după care continuă spre Șoldănești, Rezina și, în sfârșit, Rîbnița.